# フランク・ウェルズ
フランク・ウェルズ（Frank Wells、1932年3月4日 - 1994年4月3日）は、アメリカ合衆国の弁護士、実業家。倒産寸前のディズニー社を救った「救世主4人」のうちの1人でもある。

## 生い立ち
カリフォルニア州コロナド生まれ。
ポモナ・カレッジを卒業したのちオックスフォード大学で学士（教養）を取得、2年間の兵役ののちスタンフォード・ロー・スクールを卒業、弁護士になる。
弁護士をしていた時にクリント・イーストウッドと知り合い後まで交流を深めた。キニー社に買収されたワーナー・ブラザースに勤め、1969年から西海岸担当副社長、1973年から社長、1977年から退社する1982年まで副会長を務めた。
1984年、ウォルト・ディズニー・カンパニーに入社。社長兼CEOロナルド・W・ミラー(ロン・ミラー)はウォルトの娘ダイアンの夫だったが、経営方針を巡り株主でウォルトの甥であるロイ・E・ディズニーが対立。ロイはスタンリー・ゴールドと組みロン・ミラーを追放。これとは別にディズニーに対する乗っ取り屋の暗躍もあり先行きが不安視されたが、パラマウントで辣腕を発揮したマイケル・アイズナーが会長兼CEOに、ウェルズが社長兼COOに就任して再スタートを切った。独断専行が強いアイズナーの性格にロイは不安を感じていたが、大株主となった投資家のシド・バスが承認しウェルズ自身も強く推した事で、二頭体制がスタートした。
日本との関係では東京ディズニーシーのディズニー側責任者として交渉に臨んでいる。1991年9月5日、オリエンタルランドの高橋政知会長との会談で日本側より映画スタジオをテーマにした第二パーク計画の中止を正式に通知されると三年をかけたプロジェクトの変更に「我々のやってきた事はシシュフォスの石(the stone of Sisyphus、賽の河原の意)に過ぎなかったのか」と正直に嘆じている。
冒険家としての顔も持ち、七大陸最高峰登頂を目標としていたが、エベレストのみ登頂の前日悪天候に見舞われ登頂はならなかった。彼の登山パートナーだったディック・バスは1985年に七大陸最高峰登頂を果たしている。1986年にはこれらの冒険を詳述した著書『Seven Summits』をバス、リック・リッジウェイとの共著で出版した。
1994年4月3日、ネバダ州のルビー山脈でのスキー旅行から帰宅途中、ヘリコプター墜落事故で死去。62歳没。没後ディズニー・レジェンドが贈呈され、1994年6月15日に公開された映画『ライオン・キング』は彼に捧げられた。カリフォルニア州バーバンクにあるウォルト・ディズニー・スタジオには彼の名を冠したビルが建設されている。